# Збирка великана српске хемије
Збирка великана српске хемије или Музеј хемије је организација која је посвећена чувању универзитетскога наслеђа из хемијске науке. Спада у културно добро Србије и део је Заједнице научно-техничких музеја.

## Повест збирке
После демократских промена у Савезној Републици Југославији, од стране нове управе Хемијског факултета Универзитета у Београду покренута је иницијатива за отварање музеја при том факултету. Међутим, нису испуњени сви услови те се управа одлучила да организује збирку.
Збирка је званично отворена 21. октобра 2002. године, а тај датум је узет симболички јер је на тај дан 130 година раније Сима Лозанић дошао на Катедру хемије Велике школе.
Оснивач Збирке је Снежана Бојовић, професор на Хемијском факултету. Поред Бојовић, аутор прве поставке је и Адела Магдић, виши кустос Музеја науке и технике у Београду. „Последњу обухватнију ревизију фонда Збирке 2017. и 2018. године урадила је Зора Атанацковић, виши кустос Музеја науке и технике.”
Године 2017. Збирка великана српске хемије је проглашена за културно добро Србије. Уједно је и део Заједнице научно-техничких музеја.

## Галерија
- Скоро целокупан легат Симе Лозанића се налази у Збирци великана српске хемије.
- Део збирке изложен у холу факултета.